# اکبر صلاح‌الدین احمد
اکبر صلاح‌الدین احمد (انگلیسی: Akbar_S._Ahmed) یک انسان‌شناس اهل پاکستان-ایالات متحده آمریکا است.